# Cụm Song Tử
Cụm Song Tử (Tiếng Anh: North Danger Reef) là một tập hợp các thực thể địa lý nằm ở phần tây bắc của quần đảo Trường Sa. Cụm Song Tử gồm có hai đảo Song Tử Đông (Northeast Cay) và Song Tử Tây (Southwest Cay) hợp cùng các rạn đá san hô như đá Nam (South Reef), đá Bắc (North Reef) ở khu vực lân cận để tạo nên một vòng cung san hô lớn mà tài liệu hàng hải quốc tế gọi là (cụm) rạn Nguy Hiểm phía Bắc (tiếng Anh: North Danger Reef(s); tiếng Trung: 双子群礁; Hán-Việt: Song Tử quần tiêu). Tuy nhiên, Việt Nam còn gộp hai rạn vòng ngầm dưới nước ở phía đông của rạn Nguy Hiểm phía Bắc vào cụm Song Tử, cụ thể là bãi Đinh Ba (Trident Shoal) và bãi Núi Cầu (Lys Shoal).
| Đá Bắc Đảo Song Tử Đông Đảo Song Tử Tây Đá Nam Bãi Núi Cầu Bãi Đinh Ba Ảnh chụp vệ tinh của Cụm Song Tử (nguồn: NASA). |

Cụm rạn san hô này được gọi là Song Tử vì hai đảo Song Tử Đông và Song Tử Tây như một cặp đảo song sinh, vừa nằm gần nhau vừa có kích thước gần như tương đương.

## Địa lý
Cụm đảo Song Tử có tọa độ địa lý 11°25′N 114°21′E. 

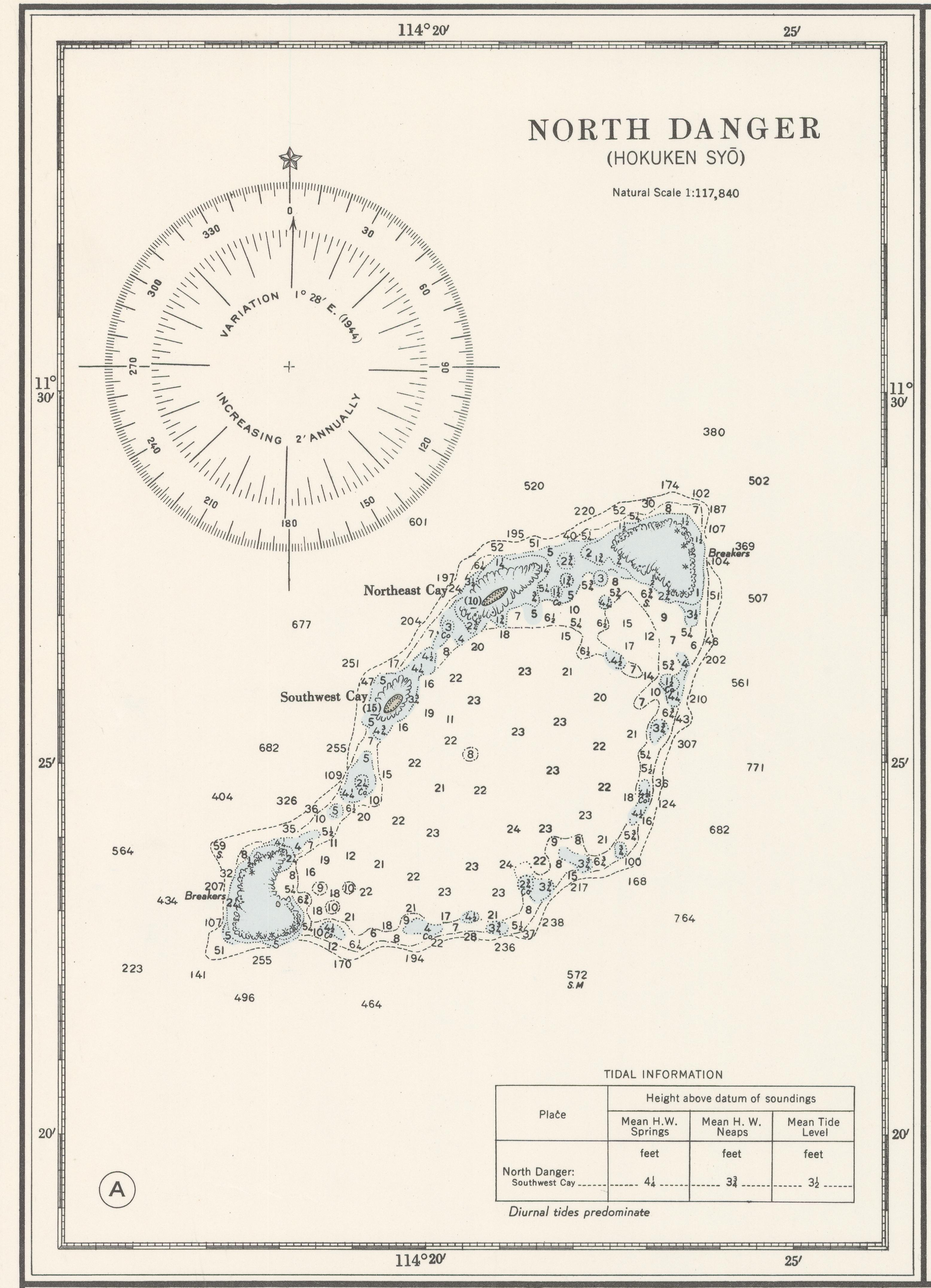
Bản đồ Cụm Song Tử (Quần đảo Trường Sa), được Việt Nam đo đạc và vẽ năm 1911

Cụm đảo Song Tử là một rạn san hô vòng hở hình bầu dục trải dài hướng đông bắc – tây nam. Rạn san hô có chiều dài khoảng 15 km, chiều ngang khoảng 6,5 km, bao gồm hai đảo nổi là Song Tử Tây và Song Tử Đông, hai đảo chìm là Đá Nam và Đá Bắc.
Phần viền của rạn san hô thường xuyên bị ngập nước (ngoại trừ hai đảo nổi) và được giới hạn bởi các đường đẳng sâu 20 – 50 m, không khép kín, tạo nên nhiều cửa thông với biển bên ngoài. Hình thái các đảo nổi không ổn định, thường bị biến đổi mạnh vào các thời kỳ gió mùa đông bắc và gió mùa tây nam (chủ yếu ở phần đông bắc và tây nam các đảo). Phụ thuộc vào bề rộng của hành lang ngầm bao quanh đảo cũng như các hoạt đông khác (chủ yếu là các hoạt động của con người) trên các đảo, mức độ biến đổi hình thái của đảo Song Tử Tây mạnh hơn so với đảo Song Tử Đông. Phần trong vụng biển của rạn san hô Song Tử có bề mặt địa hình đáy bằng phẳng, độ sâu lớn nhất là 42 - 43m; bề mặt đáy được phủ bởi trầm tích cát nhỏ mịn; tác động của thủy động lực yếu hơn so với bên ngoài rạn san hô, là nơi trú ngụ và neo đậu tàu thuyền khá thuận lợi, đồng thời có khả năng phát triển tốt các mô hình và dạng thức nuôi biển. Bề mặt mài mòn của tập đá vụn san hô (bề mặt thềm biển) là bề mặt nền trên cùng của hầu hết các đảo nổi trong quần đảo Trường Sa, được hình thành vào thời kỳ biển lùi Holocene giữa - muộn. Tuổi của thềm biển này được định là 2020 ± 80 năm.

## Lịch sử
Những người ngư dân Chiêm Thành có lẽ là những người đầu tiên phát hiện ra vùng đảo này. Tuy nhiên những người Việt Nam mới là những người thể hiện sự hiện diện của mình thường xuyên tại đây.Từ thế kỷ XV trở đi, các vua chúa Việt Nam đã chú ý đến vùng đảo phía Đông.
Vào thế kỉ XVI-XVIII, trong thời đại hoàng kim của Hệ thống hải thương châu Á, các chúa Nguyễn ở Đàng Trong đã sớm nhận thấy vai trò quan trọng và tiềm năng to lớn của các quần đảo Hoàng Sa, Trường Sa và đã cho lập các đội Hoàng Sa, Bắc Hải phái cử đến các đảo Hoàng Sa, Trường Sa, Côn Lôn, Hà Tiên nhằm thu hải vật và khẳng định chủ quyền. Các chúa Nguyễn như Nguyễn Phúc Nguyên, Nguyễn Phúc Lan, Nguyễn Phúc Chu... hay các vua nhà Nguyễn mà điển hình là Gia Long, Minh Mạng..., đã liên tục phái cử các lực lượng dân binh, thủy binh đến xây dựng đền miếu, vẽ hải đồ, đo đạc hải trình, lập bia chủ quyền trên quần đảo Hoàng Sa, Trường Sa và nhiều vùng đảo khác ở Biển Đông.
Năm 1776, trong Phủ Biên Tạp Lục của Lê Quý Đôn đã có những ghi chép về vùng đảo này liên quan đến thành lập và tổ chức hoạt động của Hải đội Hoàng Sa, Hải đội Bắc Hải.
Năm 1838, vua Minh Mạng cho vẽ địa đồ gọi là “Đại Nam thống nhất toàn đồ” trong đó thể hiện rõ 2 quần đảo Trường Sa và Hoàng Sa của Việt Nam.
Khi Việt Nam là thuộc địa của Pháp, Chính phủ Pháp tiếp tục thay mặt Việt Nam quản lý cụm Song Tử cùng với 2 quần đảo Hoàng Sa và Trường Sa.

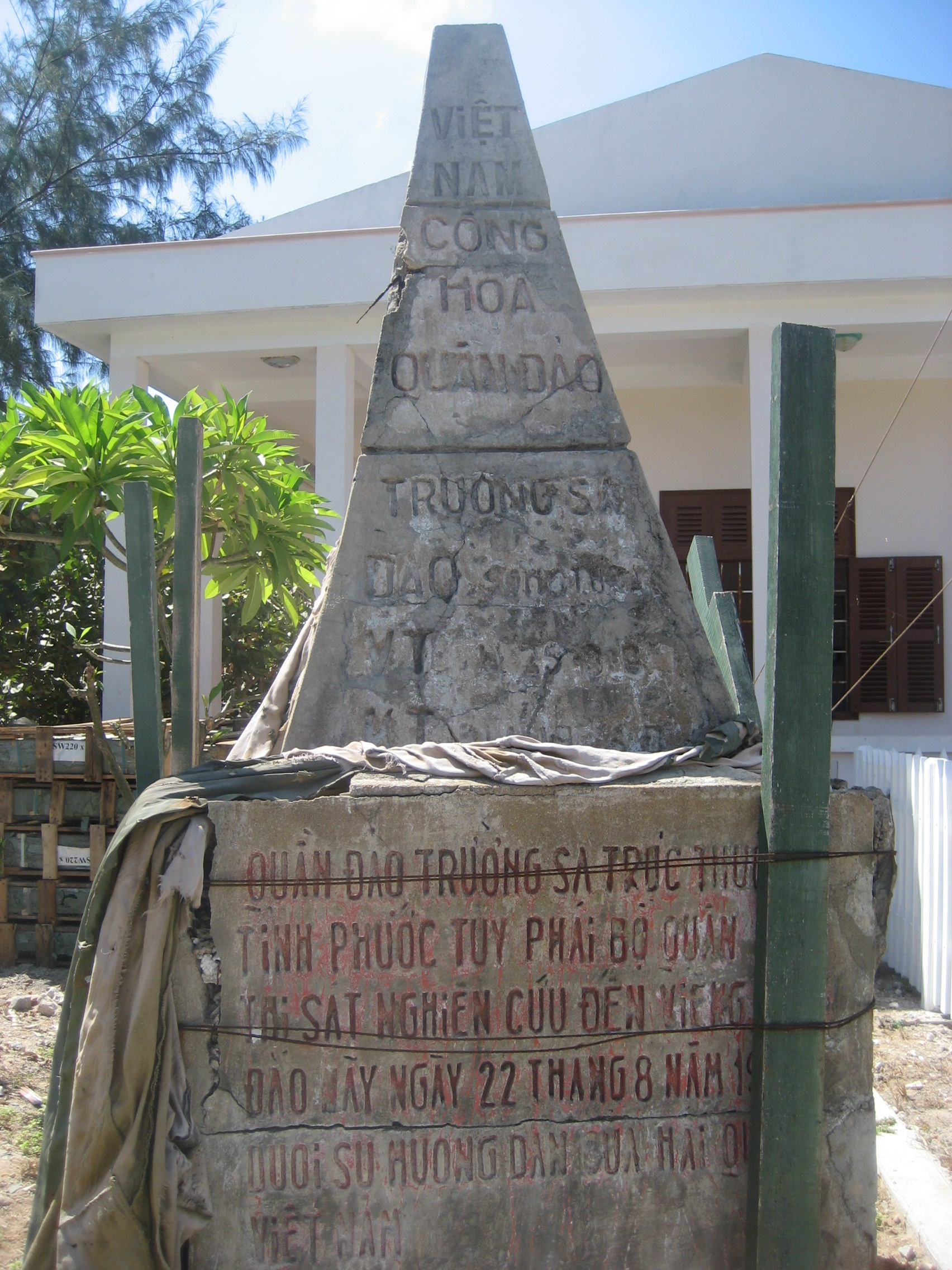
Bia chủ quyền của Việt Nam lập năm 1958 trên đảo Song Tử Tây

Năm 1904, Nhà Thanh cho ban hành tấm bản đồ gọi là “Hoàng triều trực tỉnh địa dư toàn đồ” thể hiện lãnh thổ của Trung Quốc cực nam chỉ đến đảo Hải Nam.
Năm 1933, chính quyền Pháp chính thức sáp nhập một số đảo chính và các đảo phụ thuộc của chúng ở Trường Sa - bao gồm cả các đảo Song Tử Đông và Song Tử Tây - vào tỉnh Bà Rịa của thuộc địa Nam Kỳ, Đông Dương thuộc Pháp.
Năm 1935, Trung Quốc ra tuyên bố về yêu sách đối với các rạn đá này.
Năm 1956, Việt Nam Cộng hòa ra đời và cử tàu đi thị sát quần đảo Trường Sa, trong đó có Song Tử Tây. Ngày 22 tháng 10 năm 1956, Tổng thống Ngô Đình Diệm đã ký Sắc lệnh số 143-NV về việc đổi tên các tỉnh thành miền Nam Việt Nam, quy định quần đảo Trường Sa thuộc tỉnh Phước Tuy.
Năm 1963, Hải quân Việt Nam Cộng hòa đưa ba tàu là HQ-404 Hương Giang, HQ-01 Chi Lăng và HQ-09 Kì Hòa ra xây dựng lại bia chủ quyền Việt Nam tại một số đảo thuộc Trường Sa. Sách Trắng năm 1975 về quần đảo Hoàng Sa và quần đảo Trường Sa của Bộ Ngoại giao Việt Nam Cộng hòa nêu rõ ngày xây dựng lại bia chủ quyền ở 6 đảo: ngày 19-5-1963 ở đảo Trường Sa; ngày 20-5-1963 ở đảo An Bang; ngày 22-5-1963, ở đảo Thị Tứ và Loại Ta; ngày 24-5-1963 ở đảo Song Tử Đông và đảo Song Tử Tây.
Khoảng những năm 1970 Philippines chiếm giữ đảo Song Tử Đông.
Ngày 6 tháng 9 năm 1973, chính quyền Việt Nam Cộng hòa ban hành Nghị định số 420-BNV/HCĐP/26 quy định các đảo Trường Sa, An Bang, Itu Aba, Song Tử Đông, Song Tử Tây, Loại Ta, Thị Tứ, Nam Ai, Sinh Tồn và các đảo phụ cận thuộc vào xã Phước Hải, quận Đất Đỏ, tỉnh Phước Tuy.
Sau khi thua trận trong Hải chiến Hoàng Sa thì vào ngày 30 tháng 1 năm 1974, chính quyền Việt Nam cộng hòa quyết định tiến hành chiến dịch Trần Hưng Đạo 48 đưa quân ra đồn trú ở các đảo của quần đảo Trường Sa. Các tàu HQ 07 Đống Đa và HQ 405 Tiền Giang do đại tá Nguyễn Văn May đưa quân đổ bộ lên đảo Song Tử Tây vào ngày 2 tháng 1 năm 1974. Từ tháng 4 đến tháng 12 năm 1974, Hải quân Việt Nam Cộng hòa hoàn tất việc xây dựng hệ thống phòng thủ trên đảo.
Ngày 11 tháng 4 năm 1975, các lực lượng của Hải quân nhân dân Việt Nam bí mật xuất phát từ Đà Nẵng và chọn đảo Song Tử Tây làm mục tiêu giải phóng đầu tiên từ tay Việt Nam Cộng hòa.
Sau sự kiện hải chiến 14 tháng 3 năm 1988 ở Gạc Ma, Việt Nam thực hiện chiến dịch CQ88 với chủ trương gia cố thêm quyền kiểm soát các thực thể địa lý ở quần đảo Trường Sa, trong đó có đá Nam. Ngày 15 tháng 3 năm 1988, tàu 16, tàu 11 và tàu 05 của Quân khu 5 đưa lực lượng ra làm nhà ở Đá Nam. Đến ngày 7 tháng 4 năm 1988, việc làm nhà trên rạn san hô đã hoàn thành và lực lượng Hải Quân Việt Nam đồn trú và chiếm giữ đá này cho đến tận ngày nay.

## Các đảo và bãi đá
Cụm Song Tử gồm 2 đảo nổi và 4 bãi đá
Hai đảo nổi gồm: Đảo Song Tử Đông (được Philippines quản lý) và Đảo Song Tử Tây (được Việt Nam quản lý).
Bốn bãi đá là: Đá Bắc, Đá Nam, bãi Đinh Ba và bãi Núi Cầu.